# 近鉄宮津駅
近鉄宮津駅（きんてつみやづえき）は、京都府京田辺市宮津灰崎にある、近畿日本鉄道（近鉄）京都線の駅。駅番号はB19。京田辺市最南端の鉄道駅である。
同じ京都府内にある宮津駅 （北近畿タンゴ鉄道宮津線）との混同を避けるため、「近鉄」の冠称が付けられた。

## 歴史
地域住民の利便性向上のため、綴喜郡田辺町（現・京田辺市）の要望を受けて1993年9月に設置された。駅に隣接する宮津車庫は、車両増備による輸送力強化を目的として当駅の開業に先立つ同年3月に開設された。
- 1993年（平成5年）
  - 3月18日：宮津車庫の開設で、三山木信号所として開業。
  - 9月21日：駅設備の完成で信号所から昇格し、近鉄宮津駅開業[3][4]。
- 2007年（平成19年）4月1日：ICカード「PiTaPa」使用開始[5]。

## 駅構造
通過線2本の間に島式1面2線のホームを持つ盛土上の地上駅。当駅以北（近鉄京都方面）の各駅は、全駅が6両編成の停車に対応している。改札口は1ヶ所のみ。
新田辺駅管理の有人駅で、PiTaPa・ICOCA対応の自動改札機および自動精算機（回数券カードおよびICカードのチャージに対応）が設置されている。

### のりば
| のりば | 路線     | 方向 | 行先                 |
| ------ | -------- | ---- | -------------------- |
| 2      | B 京都線 | 下り | 天理・橿原神宮前方面 |
| 3      | B 京都線 | 上り | 京都方面             |

- 1番線と4番線はホームがない通過線のため、ホームとしては欠番となっている。通過線が主本線で、停車列車が使用する2番線と3番線は副本線に当たる。

## 特徴

### ダイヤ面
- 普通列車のみ停車するが、朝の下りに限り一部の急行が停車する[8]。
  - 京都発当駅止まりの急行が定期列車で平日2本と土休日1本が設定されており、この列車は新田辺駅から当駅まで各駅に停車するが、その他の急行は全列車が通過する[8]。
- 早朝時間帯に当駅始発の大和西大寺方面行き普通列車が平日1本と土休日2本設定されており[8]、かつては当駅始発の京都市営地下鉄烏丸線直通の国際会館行き普通列車も平日2本（早朝と夕方に各1本）と土休日1本のみ運転されていた[8]。また、平日朝には新田辺始発当駅止まりの普通列車が定期列車で1本設定されており[8]、夕方には同志社大学京田辺キャンパスの下校客に対応するため、開校日には当駅始発新田辺行き普通が臨時で数本運転される場合もある（一部は新田辺から京都行き準急や国際会館行き普通列車へ種別・行先変更する）。
- ホーム有効長の関係で、当駅以南を運転する普通列車は全列車が4両編成であるが、当駅で車両の増結・切り離しを行なう列車は設定されていない。なお、1997年に臨時列車として運転されていた国際会館発高の原行き普通列車は6両編成だった為、狛田駅と山田川駅、当駅以北でも当時6両編成対応でなかった興戸駅（2000年に6両編成対応工事完了）も通過していた。

### 当駅開業の経緯
志摩線複線化工事の進捗および1993年（平成5年）10月の伊勢神宮式年遷宮の輸送対応と合わせて開業日の1993年（平成5年）9月21日に主要線区でダイヤ変更が実施された。近鉄では規模の大小に関わらず、基本的には毎年3月にほぼ全線にわたってダイヤ変更が実施されているが、1993年（平成5年）は2度にわたって主要線区でダイヤ変更が実施されたことになる（1987年までの近畿日本鉄道ダイヤ変更および1988年からの近畿日本鉄道ダイヤ変更も参照）。駅開業と同時に信号所開設時点では工事中であった待避線が設けられ、弾力的なダイヤ設定が可能となった。

## 利用状況
2023年11月7日における1日乗降人員は389人である。京都線内では最少で、次に少ない木津川台駅の5分の1ほどの数値となっている。
近年の1日乗降人員の調査結果は以下の通り。
| 年度               | 特定日   | 特定日   | 1日平均 乗降人員 | 出典        | 出典            |
| 年度               | 調査日   | 乗降人員 | 1日平均 乗降人員 | 近鉄        | 京田辺市        |
| ------------------ | -------- | -------- | ---------------- | ----------- | --------------- |
| 2000年（平成12年） | 11月07日 | 592      | 573              | [ 近鉄 1 ]  | [ 京田辺市 1 ]  |
| 2001年（平成13年） | -        | -        | 564              |             | [ 京田辺市 1 ]  |
| 2002年（平成14年） | -        | -        | 538              |             | [ 京田辺市 1 ]  |
| 2003年（平成15年） | 11月11日 | 588      | 512              | [ 近鉄 2 ]  | [ 京田辺市 2 ]  |
| 2004年（平成16年） | -        | -        | 484              |             | [ 京田辺市 3 ]  |
| 2005年（平成17年） | 11月08日 | 506      | 486              | [ 近鉄 3 ]  | [ 京田辺市 4 ]  |
| 2006年（平成18年） | -        | -        | 468              |             | [ 京田辺市 5 ]  |
| 2007年（平成19年） | -        | -        | 458              |             | [ 京田辺市 6 ]  |
| 2008年（平成20年） | 11月18日 | 492      | 443              |             | [ 京田辺市 7 ]  |
| 2009年（平成21年） | -        | -        | 412              |             | [ 京田辺市 8 ]  |
| 2010年（平成22年） | 11月09日 | 431      | 425              | [ 近鉄 4 ]  | [ 京田辺市 9 ]  |
| 2011年（平成23年） | -        | -        | 423              |             | [ 京田辺市 10 ] |
| 2012年（平成24年） | 11月13日 | 404      | 413              | [ 近鉄 5 ]  | [ 京田辺市 11 ] |
| 2013年（平成25年） | -        | -        | 413              |             | [ 京田辺市 12 ] |
| 2014年（平成26年） | -        | -        | 407              |             | [ 京田辺市 13 ] |
| 2015年（平成27年） | 11月10日 | 390      | 418              | [ 近鉄 6 ]  | [ 京田辺市 14 ] |
| 2016年（平成28年） | -        | -        | 421              |             | [ 京田辺市 15 ] |
| 2017年（平成29年） | -        | -        | 413              |             | [ 京田辺市 16 ] |
| 2018年（平成30年） | 11月13日 | 422      | 420              | [ 近鉄 7 ]  | [ 京田辺市 17 ] |
| 2019年（令和元年） | -        | -        | 448              |             | [ 京田辺市 18 ] |
| 2020年（令和02年） | -        | -        | 186              |             | [ 京田辺市 19 ] |
| 2021年（令和03年） | 11月09日 | 414      | 413              | [ 近鉄 8 ]  | [ 京田辺市 20 ] |
| 2022年（令和04年） | 11月08日 | 404      | 422              | [ 近鉄 9 ]  | [ 京田辺市 21 ] |
| 2023年（令和05年） | 11月07日 | 389      |                  | [ 近鉄 10 ] |                 |

## 西大寺検車区宮津車庫
駅西側に西大寺検車区宮津車庫がある。夜間の車両留置が大半で日中はほとんど使われていない。京都線の車庫であるが、奈良線の列車が数本留置される。よって、早朝および深夜に大和西大寺駅および近鉄奈良駅との間で回送列車が設定されている。また、その編成の一部は8両編成および10両編成であるため、京都線の営業列車にはない長編成が走行する様子が見られる。

## 駅周辺
- 京田辺市立三山木小学校
- 京都府道22号八幡木津線

## バス路線
駅から西へ200メートルの京都府道22号線に奈良交通の江津停留所が設置されている。
| 乗り場 | 系統 | 行先     | 備考                                      |
| ------ | ---- | -------- | ----------------------------------------- |
| 北側   | 73   | 三山木駅 | 同志社大学開校日の土曜に9時39分発のみ運行 |

## 隣の駅
近畿日本鉄道
B 京都線
■急行（下記以外の列車）
通過
■急行（京都発当駅止のみ）
三山木駅 (B18) → 近鉄宮津駅 (B19)
■普通
三山木駅 (B18) - 近鉄宮津駅 (B19) - 狛田駅 (B20)
- 括弧内は駅番号を示している。

### 記事本文

### 利用状況
1. ↑  駅別乗降人員 京都線 - 近畿日本鉄道
2. ↑  京田辺市統計書 - 京田辺市

#### 近畿日本鉄道
1. ↑  “駅別乗降人員 京都線 伊賀線”.   近畿日本鉄道. 2002年4月15日時点のオリジナルよりアーカイブ。2025年2月13日閲覧。
2. ↑  “駅別乗降人員 京都線 伊賀線”.   近畿日本鉄道. 2004年6月6日時点のオリジナルよりアーカイブ。2025年2月13日閲覧。
3. ↑  “駅別乗降人員 京都線”.   近畿日本鉄道. 2007年10月30日時点のオリジナルよりアーカイブ。2025年2月14日閲覧。
4. ↑  “駅別乗降人員 京都線”.   近畿日本鉄道. 2013年3月23日時点のオリジナルよりアーカイブ。2025年2月14日閲覧。
5. ↑  “駅別乗降人員 京都線”.   近畿日本鉄道. 2014年7月17日時点のオリジナルよりアーカイブ。2025年2月14日閲覧。
6. ↑  “駅別乗降人員 京都線”.   近畿日本鉄道. 2017年8月29日時点のオリジナルよりアーカイブ。2025年2月14日閲覧。
7. ↑  “駅別乗降人員 京都線”.   近畿日本鉄道. 2019年11月6日時点のオリジナルよりアーカイブ。2025年2月14日閲覧。
8. ↑  近鉄線駅別乗降人員データ【調査日：令和3年11月9日(火)】 (PDF)
9. ↑  近鉄線駅別乗降人員データ【調査日：令和4年11月8日(火)】 (PDF)
10. ↑  近鉄線駅別乗降人員データ【調査日：令和5年11月7日(火)】 (PDF)

#### 京田辺市統計書
1. 1 2 3  平成15年版京田辺市統計書 第6章 運輸・通信 (PDF)
2. ↑  平成16年版京田辺市統計書 第6章 運輸・通信 (PDF)
3. ↑  平成17年版京田辺市統計書 第6章 運輸・通信 (PDF)
4. ↑  平成18年版京田辺市統計書 第6章 運輸・通信 (PDF)
5. ↑  平成19年版京田辺市統計書 第6章 運輸・通信 (PDF)
6. ↑  平成20年版京田辺市統計書 第6章 運輸・通信 (PDF)
7. ↑  平成21年版京田辺市統計書 第6章 運輸・通信 (PDF)
8. ↑  平成22年版京田辺市統計書 第6章 運輸・通信 (PDF)
9. ↑  平成23年版京田辺市統計書 第6章 運輸・通信 (PDF)
10. ↑  平成24年版京田辺市統計書 第6章 運輸・通信 (PDF)
11. ↑  平成25年版京田辺市統計書 第6章 運輸・通信 (PDF)
12. ↑  平成26年版京田辺市統計書 第6章 運輸・通信 (PDF)
13. ↑  平成27年版京田辺市統計書 第6章 運輸・通信 (PDF)
14. ↑  平成28年版京田辺市統計書 第6章 運輸・通信 (PDF)
15. ↑  平成29年版京田辺市統計書 第6章 運輸・通信 (PDF)
16. ↑  平成30年版京田辺市統計書 第6章 運輸・通信 (PDF)
17. ↑  令和元年版京田辺市統計書 第6章 運輸・通信 (PDF)
18. ↑  令和2年版京田辺市統計書 第6章 運輸・通信 (PDF)
19. ↑  令和3年版京田辺市統計書 第6章 運輸・通信 (PDF)
20. ↑  令和4年版京田辺市統計書 第6章 運輸・通信 (PDF)
21. ↑  令和5年版京田辺市統計書 第6章 運輸・通信 (PDF)